# Ліхтенштейн на літніх Олімпійських іграх 2008
Ліхтенштейн на літніх Олімпійських іграх 2008 був представлений Олімпійським комітетом Ліхтенштейну. 2 спортсмени кваліфікувалися на Олімпіаду в Пекіні. Тенісистка Штефані Фогт також кваліфікувалася, але не змогла взяти участь через травму.

## Результати змагань

### Атлетика
| Спортсмен    | Змагання | Попередній раунд | Попередній раунд | Чвертьфінали | Чвертьфінали | Півфінали | Півфінали | Фінал     | Фінал |
| Спортсмен    | Змагання | Результат        | Місце            | Результат    | Місце        | Результат | Місце     | Результат | Місце |
| ------------ | -------- | ---------------- | ---------------- | ------------ | ------------ | --------- | --------- | --------- | ----- |
| Маркель Чопп | Марафон  |                  |                  |              |              |           |           | 2:35:06   | 74    |

### Стрільба
| Спортсмен        | Змагання                    | Попередній раунд | Попередній раунд | Фінал      | Фінал      | Місце |
| Спортсмен        | Змагання                    | Результат        | Місце            | Результат  | Місце      | Місце |
| ---------------- | --------------------------- | ---------------- | ---------------- | ---------- | ---------- | ----- |
| Олівер Гейссманн | Пневматична гвинтівка, 10 м | 588              | 34               | Не пройшов | Не пройшов | 34    |